# Бичвуд Трејлс (Охајо)
Бичвуд Трејлс (енгл. Beechwood Trails) насељено је место без административног статуса у америчкој савезној држави Охајо.

## Демографија
По попису из 2010. године број становника је 3.020, што је 762 (33,7%) становника више него 2000. године.
| Група             | 2000.         | 2010.         |
| Белци             | 2.175 (96,3%) | 2.861 (94,7%) |
| Афроамериканци    | 27 (1,2%)     | 59 (2,0%)     |
| Азијати           | 11 (0,5%)     | 19 (0,6%)     |
| Хиспаноамериканци | 14 (0,6%)     | 36 (1,2%)     |
| Укупно            | 2.258         | 3.020         |